# Marcelo Allende
Marcelo Iván Allende Bravo (* 7. April 1999 in Pudahuel, Santiago) ist ein chilenischer Fußballspieler. Der offensive Mittelfeldspieler bestritt ein Länderspiel für die chilenische Fußballnationalmannschaft.

## Karriere

### Verein
Marcelo Allende spielte in der Jugend von CD Cobreloa und absolvierte nach guten Leistungen bei der U17-Weltmeisterschaft ein mehrfaches Probetraining beim FC Arsenal. Er bekam schließlich ein Vertragsangebot, allerdings gab es kein Zusammenkommen beider Parteien. Sein Debüt gab Allende in der chilenischen Segunda División bei Deportes Santa Cruz. Im September 2017 verpflichtete der mexikanischen Verein Necaxa den 1,68 m großen Mittelfeldspieler, der per Leihe weiterhin für Santa Cruz ein halbes Jahr lang auflief. Bei Necaxa setzte er sich nicht durch und kehrte im Juli 2019 nach Chile zum Zweitligisten CD Magallanes zurück. Nach einem Jahr wechselte Allende nach Uruguay zu Montevideo City Torque. Im Juli 2022 kaufte der südafrikanische Klub Mamelodi Sundowns 80 % der Transferrechte, die teilweise noch bei Magallanes lagen. Im August 2022 gab Allende sein Debüt für den neuen Klub, mit dem er 2023 afrikanischer Super-League-Sieger wurde und in seinen ersten beiden Jahren jeweils die südafrikanische Meisterschaft gewann.

### Nationalmannschaft
Allende bestritt im Dezember 2021 sein bislang einziges Länderspiel für die A-Nationalmannschaft beim Freundschaftsspiel gegen El Salvador, als er in der 74. Spielminute für Marcelino Núñez eingewechselt wurde.
2015 nahm er mit der U17-Nationalmannschaft an der Heim-Weltmeisterschaft teil und erzielte in vier Turnierspielen zwei Tore. Die junge La Roja schied im Achtelfinale aus. Ab 2016 gehörte er zudem dem Kader der U20-Nationalmannschaft an und nahm an den Südamerikameisterschaften 2017 und 2019 teil, bei denen Chile jeweils in der Gruppenphase ausschied. Bei den Südamerikaspielen 2018 gewann er mit Chiles U20 die Goldmedaille.

## Erfolge
Necaxa
- Copa-MX-Sieger: 2018-C
- Mexikanischer Supercupsieger: 2018

Mamelodi Sundowns
- Südafrikanischer Meister: 2022/23, 2023/24
- Afrikanischer Super-League-Sieger: 2023

Chile U20
- Südamerikaspielesieger: 2018